# دیوید اریکسن
دیوید اریکسن (انگلیسی: David Eriksen; ۴ دسامبر ۱۹۱۹ – ۱۹ دسامبر ۱۹۹۵) بازیکن فوتبال، تنیس‌باز، و بازیکن هاکی روی یخ اهل نروژ بود.